# بريكون ورادنورشير (دائرة انتخابية في المملكة المتحدة)
بريكون ورادنورشير (بالإنجليزية: Brecon and Radnorshire)‏ هي إحدى الدوائر الانتخابية في المملكة المتحدة الممثلة في مجلس العموم في برلمان المملكة المتحدة.
عضو البرلمان الذي يمثلها حالياً هو :Mr Roger Williams (LD).